# 五月初四
五月初四，农历五月第四天。

## 逝世
- 西汉惠帝刘盈二年，萧何。
- 南朝宋文帝元嘉三十年，宋元帝劉劭。
- 清世宗雍正八年，胤祥。

## 节假日和习俗
- 比干诞辰。

## 参看
- 日历
- 五月初二 - 五月初三 - 五月初四 - 五月初五 - 五月初六
- 四月初四 - 五月初四 - 六月初四
- 正月 - 二月 - 三月 - 四月 - 五月 - 六月 - 七月 - 八月 - 九月 - 十月 - 十一月 - 腊月
- 公历5月4日